# František Knap
František Knap (11. prosince 1911 Praha – 3. července 1999 Praha) byl český palubní střelec 311. československé bombardovací perutě.

## Život

### Před druhou světovou válkou
František Knap se narodil 11. prosince 1911 v Praze v rodině úředníka. Vyučil se jako sekáč usně ve Zlíně, kde poté vystudoval i tzv. Baťovu obchodně-průmyslovou školu práce. Mezi lety 1933 a 1935 absolvoval prezenční vojenskou službu na dělostřeleckém učilišti v Olomouci. Po jejím skončení působil jako reprezentant firmy Baťa v Libanonu.

### Druhá světová válka
Začátek druhé světové války zastihl Františka Knapa při jeho působení v Bejrútu. Odcestoval do Francie, kde byl krátce příslušníkem cizinecké legie, následně byl přeřazen do vznikající Československé armády v zahraničí a to do její letecké sekce. Po pádu Francie v červnu 1940 se evakuoval do Spojeného království. Zde byl přijat do Royal Air Force a po výcviku v Dumfries zařazen na jaře 1941 k 311. československé bombardovací peruti jako palubní střelec. Absolvoval 22 operačních letů. V noci ze 16. na 17. července 1941 se účastnil náletu na Hamburk ve stroji Vickers Wellington B Mk.IC R1718 KX-N, ve kterém došlo nad území obsazeném nepřítelem k výbuchu a tedy fatálnímu poškození. Výbušné zařízení bylo na palubu letounu nastraženo v rámci sabotážní akce. Posádka stihla neovladatelný stroj opustit na padácích. František Knap padl do zajetí a do konce druhé světové války byl držen v zajateckých táborech. Během jednoho z pobytů se stal spoluorganizátorem pokusu o útěk, kdy pořádal tzv. cvičení se švédskou bednou, která ve skutečnosti zakrývala vstup do budovaného tunelu.

### Po druhé světové válce
Po skončení druhé světové války a návratu do Československa pokračoval František Knap v armádní letecké službě do roku 1950, přičemž dosáhl hodnosti podporučíka. K 1. květnu 1950 byl komunistickou mocí přeřazen od letectva k dělostřelectvu a o tři měsíce později byl nucen odejít do zálohy zcela. Pracoval v podniku na výrobu ocelových lan, v roce 1971 odešel do důchodu. V roce 1964 byl během částečných rehabilitací povýšen do hodnosti podplukovníka ve výslužbě a v roce 1991 do hodnosti plukovníka ve výslužbě. Zemřel 3. července 1999 v Praze.

## Ocenění

### Vyznamenání
- 2x Československý válečný kříž 1939
- Československá medaile za zásluhy I. stupně
- Československá medaile Za chrabrost před nepřítelem

### Další ocenění
- František Knap byl jmenován čestným občanem Letňan
- V pražských Letňanech byla po Františku Knapovi pojmenována jedna z ulic